# Peter Kreeft
Peter Kreeft, född 16 mars 1937 i Paterson, New Jersey, är en amerikansk katolsk teolog och professor i filosofi vid Boston College och The King's College. Han har publicerat en rad böcker om katolsk teologi. Kreeft var ursprungligen kalvinist men konverterade till katolicismen när han läste på college.